# Theseus
Theseus er i græsk mytologi navnet på den helt, som dræbte tyren Minotauros. Han fik hjælp af Ariadne, der gav ham en tråd, så han kunne finde ud af den labyrint, hvor Minotauros var spærret inde.
Søn af Aigeus, som har lagt navn til det ægæiske hav.

## Theseus' skib
Ifølge Plutarchs Theseus' liv lå den galej med årer, som havde ført Theseus tilbage fra minoisk Kreta til Athen, fortøjet i den athenske havn gennem flere århundreder.
"Skibet, hvorpå Theseus sejlede med de unge og vendte tilbage i sikkerhed, den trediveårede galej, blev bevaret af athenerne indtil Demetrius Phalereus' tid. De fjernede fra tid til anden det gamle tømmer og lagde nye og sunde på deres pladser, så fartøjet blev en stående illustration for filosofferne hvad angår det logiske spørgsmål om ting, der vokser; nogle erklærede, at det forblev det samme, andre at det ikke var det samme skib."
Til gengæld for Theseus' vellykkede mission havde athenerne lovet at hædre Apollo hvert år fremover, og derfor var det nødvendigt at skibet blev holdt i en sødygtig tilstand. Således blev Theseus' skib - som var den athenske stats officielle galej – anvendt af athenerne til årligt at sejle en religiøs mission til øen Delos (en af Apollos mest hellige helligdomme), hvor de betalte deres troskab til guden. For at bevare begivenhedens renhed var henrettelser ikke tilladt mellem det tidspunkt, hvor den religiøse ceremoni begyndte, til skibet vendte tilbage fra Delos, hvilket kunne tage flere uger.
For at vedligeholde skibet blev alt træ, der var slidt eller rådnet, udskiftet løbende. Med tiden blev det således uklart, hvor meget af det oprindelige skib, der egentlig var tilbage. Dette gav anledning til det filosofiske spørgsmål om, hvorvidt skibet, når alt en gang måske var udskiftet, stadig skulle betragtes som "det samme" skib eller ej. Lignende filosofiske spørgsmål om identitetens natur bliver nogle gange omtalt som Theseus' skib eller Theseus' paradoks.
Uanset disse problemer bevarede athenerne skibet. De var overbeviste om, at Theseus havde været en faktisk, historisk figur, og skibet gav dem en håndgribelig forbindelse til deres guddommelige herkomst.

## Theseus i populærkultur
- Immortals (amerikansk action-drama-fantasyfilm fra 2011)[4]